# Witold Markiewicz
Witold Markiewicz – polski inżynier i samorządowiec, od 1927 burmistrz Druskienik. 

## Życiorys
Urodził się w rodzinie polskiego lekarza i powstańca 1863 represjonowanego przez władze carskie Józefa Markiewicza. Ukończył szkołę realną w Białymstoku oraz Politechnikę w Petersburgu. Po powrocie do Polski pełnił m.in. obowiązki dyrektora papierni, cukrowni oraz fabryki tytoniu "Noblesse" w Warszawie. Uczestniczył w wypadkach 1905, później wziął również udział w wojnie polsko-bolszewickiej. 
Był jednym z inicjatorów budowy kościoła Matki Boskiej Szkaplerznej. W 1927 zamieszkał na stałe w Druskienikach, gdzie posiadał własną willę (po ojcu). W wyborach samorządowych 1927 uzyskał mandat radnego i 9 sierpnia 1927 objął obowiązki burmistrza miasta jako następca Antoniego Grudzińskiego (8 sierpnia 1927 złożył przysięgę staroście grodzieńskiemu). 
Był dziadkiem Jana Dobraczyńskiego. Został zamordowany podczas II wojny światowej.